# Amsacta moloneyi
Amsacta moloneyi är en fjärilsart som beskrevs av Druce 1887. Amsacta moloneyi ingår i släktet Amsacta och familjen björnspinnare. Inga underarter finns listade i Catalogue of Life.